# RD-0243
Le RD-0243 est un module de propulsion composé d'un moteur principal RD-0244 et d'un moteur vernier RD-0245. Tous deux sont des moteurs-fusées à ergols liquides, brûlant de l'UDMH et du N2O4. Le moteur principal RD-0244 fonctionne selon le cycle à combustion étagée riche en oxydant, tandis que le moteur vernier RD-0245 utilise le cycle générateur de gaz, plus simple. Puisque l'encombrement est une priorité pour les missiles embarqués dans les sous-marins, ce module est immergé dans le réservoir de carburant. Sa période de développement alla de 1977 à 1985, son premier vol ayant eu lieu le 27 décembre 1981. Initialement développé pour le missile RSM-54, il fut ensuite utilisé sur le lanceur Shtil', issu de la reconversion du missile.